# Hilário Moser
Dom Hilário Moser SDB (Rio dos Cedros, 2 de dezembro de 1931), é um bispo católico, atualmente bispo emérito da Diocese de Tubarão e residente na cidade de São Paulo, na Inspetoria Salesiana de São Paulo.
A ordenação presbiteral ocorreu em 15 de agosto de 1958, em São Paulo. Eleito bispo em 17 de agosto de 1988, recebeu a ordenação episcopal no dia 20 de novembro de 1988, em São Paulo, das mãos do Cardeal Dom Carlo Furno, sendo concelebrante Dom José Cardoso Sobrinho e Dom Luciano Pedro Mendes de Almeida.

## Ordenações

### Ordenações presbíteros
- Onécimo Alberton (1992)

### Ordenações episcopais
Dom Hilário foi celebrante da ordenação episcopal de:
- Juventino Kestering (1998)

Dom Hilário foi concelebrante da ordenação episcopal de:
- José Jovêncio Balestieri, S.D.B. (1991)
- Antônio Emidio Vilar, S.D.B. (2008)

## Episcopado
- 20 de novembro de 1988 - Bispo auxiliar da arquidiocese de Olinda e Recife
- 27 de maio de 1992 - Bispo da diocese de Tubarão
- 15 de junho de 2004 - Bispo emérito da diocese de Tubarão